# Letiště Almería

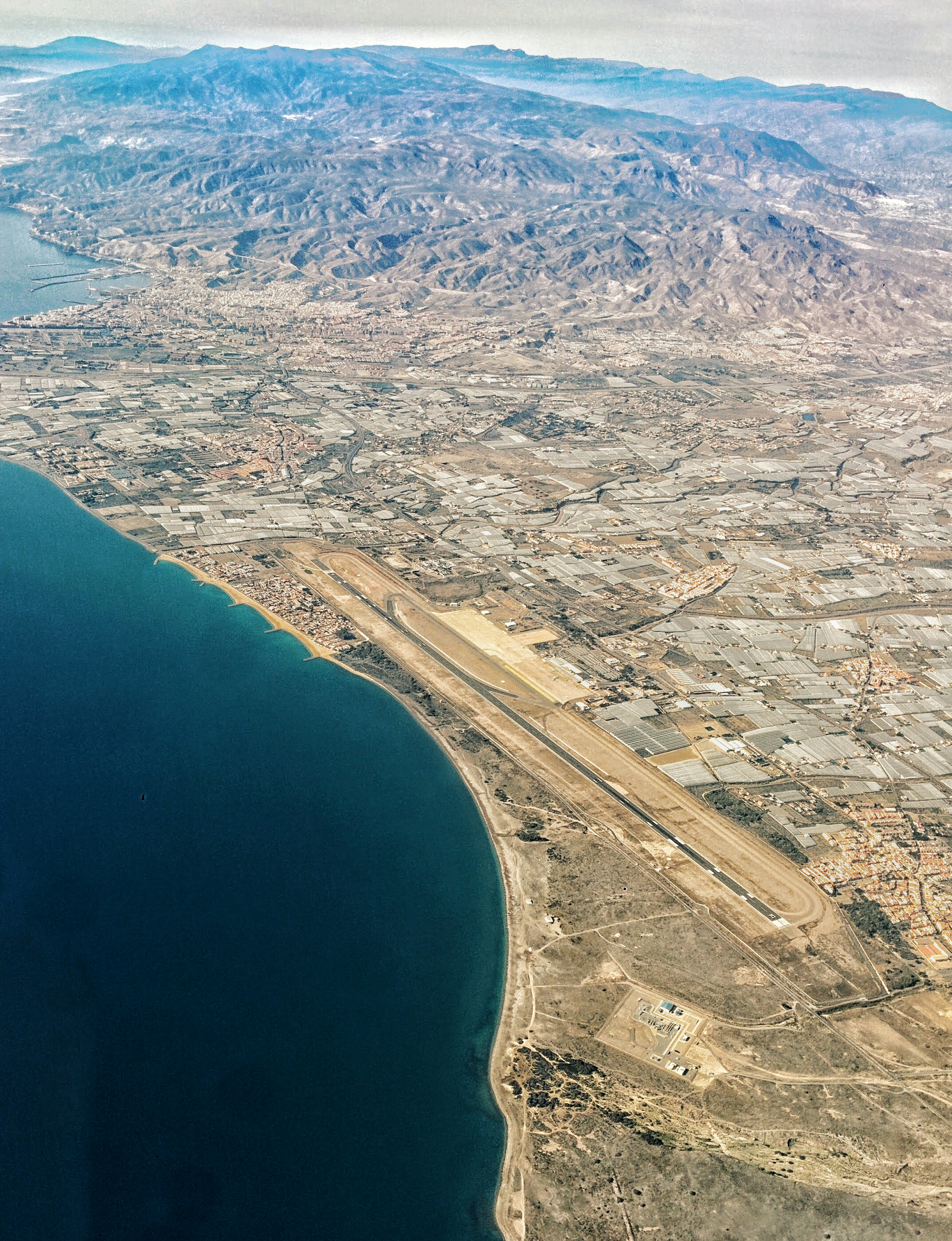
Letecký pohled na letiště

Letiště Almería (španělsky: Aeropuerto de Almería) (IATA: LEI, ICAO: LEAM) se nachází 9 km východně od centra města Almería, v provincii Almería v jihovýchodním Španělsku. Nachází se v blízkosti hlavních turistických center provincie, jako je přírodní park Cabo de Gata-Níjar, El Ejido, Mojácar, Roquetas de Mar nebo Vera.

## Zařízení
Jedná se o moderní letiště. K dispozici je terasa a malá kavárna s výhledem na přistávací dráhu.

## Letecké společnosti a destinace
| Letecké společnosti | Destinace                                                                         |  |
| ------------------- | --------------------------------------------------------------------------------- |  |
| Air Nostrum         | Sezónní charterová: Porto                                                         |  |
| Condor Flugdienst   | Sezónní: Düsseldorf                                                               |  |
| easyJet             | Londýn–Gatwick                                                                    |  |
| Iberia              | Madrid, Melilla, Sevilla Sezónní: Palma de Mallorca                               |  |
| Jet2.com            | Sezónní: Birmingham, Bristol (začíná 26. května 2024), Leeds/Bradford, Manchester |  |
| Luxair              | Sezónní: Lucemburk                                                                |  |
| Ryanair             | Sezónní: Charleroi, Dublin, Londýn–Stansted, Manchester                           |  |
| Transavia           | Sezónní: Rotterdam/Haag                                                           |  |
| TUI Airways         | Sezónní: Manchester                                                               |  |
| TUI fly Belgium     | Sezónní: Brusel                                                                   |  |
| Vueling             | Barcelona Sezónní: Bilbao                                                         |  |

Smartwings.    Sezónní: Praha

## Statistiky
|                        | Cestující | Pohyby letadel | Náklad (tuny) |
| ---------------------- | --------- | -------------- | ------------- |
| 2000                   | 914 312   | 13 431         | 473           |
| 2001                   | 892 311   | 13 757         | 449           |
| 2002                   | 846 467   | 15 142         | 123           |
| 2003                   | 839 859   | 14 918         | 53            |
| 2004                   | 830 930   | 15 046         | 51            |
| 2005                   | 1 073 585 | 18 269         | 53            |
| 2006                   | 1 055 545 | 18 451         | 36            |
| 2007                   | 1 206 634 | 20 141         | 20            |
| 2008                   | 1 024 303 | 18 280         | 21            |
| 2009                   | 791 837   | 15 391         | 16            |
| 2010                   | 786 877   | 16 112         | 14            |
| 2011                   | 780 853   | 14 946         | 9             |
| 2012                   | 749 720   | 12 643         | 8             |
| 2013                   | 705 514   | 10 596         | 12            |
| 2014                   | 745 226   | 10 759         | 8             |
| 2015                   | 691 240   | 10 278         | 19            |
| 2016                   | 920 329   | 11 378         | 32            |
| 2017                   | 1 007 446 | 12 219         | 2             |
| Zdroj: Aena Statistics |           |                |               |